# Jack Spijkerman
Jacob Dirk (Jack) Spijkerman (IJmuiden, 8 oktober 1948) is een Nederlandse cabaretier en televisie- en radiopresentator.

## Levensloop
Spijkerman werd geboren als zoon van een timmerman, die later personeelschef werd bij Hoogovens. Hij was eerst leraar aan de protestants-christelijke basisschool De Ark (tegenwoordig De Regenboog) te Heemskerk en tot 1990 op de christelijke basisschool De Sluis in Zeist. Ook was hij tot 1985 docent Nederlands, godsdienst en handvaardigheid aan de Zinzendorf mavo in Zeist.

### Radio
In 1981 richtte Spijkerman de cabaretgroep Dubbel en Dwars op, die in 1982 meedeed met het Leids Cabaretfestival en de publieksprijs won. In 1985 kreeg hij bij de VARA zijn eigen radioprogramma op Radio 3: De Steen en Been Show, dat hij afwisselend met Henk Westbroek en Dolf Jansen presenteerde.
In dit programma was hij de man die met nietsvermoedende gesprekspartners onzinnige telefoongesprekken voerde, waarin hij niet bestaande voorwerpen zoals de drevelkneiper, de kluunwapse en de zuigtrompet behandelde. Daarna speelde hij een seizoen lang het spelletje De Kwisbast, waarin hij "luisteraars" van meestal niet bestaande lokale radiostations onzinnige prijzen liet winnen zoals een drukaars, een stokhoes, een Brabantse slipsnifter, droogknoeper, sper-matje of een navelschep. Toen Spijkerman bekender werd met het voeren van dit soort telefoontjes in Nederland, verschoof hij zijn werkterrein naar België.
Vanaf 1988 presenteerde Spijkerman het programma Spijkers met koppen, dat 's zaterdags op Radio 2 werd uitgezonden.

### Televisie

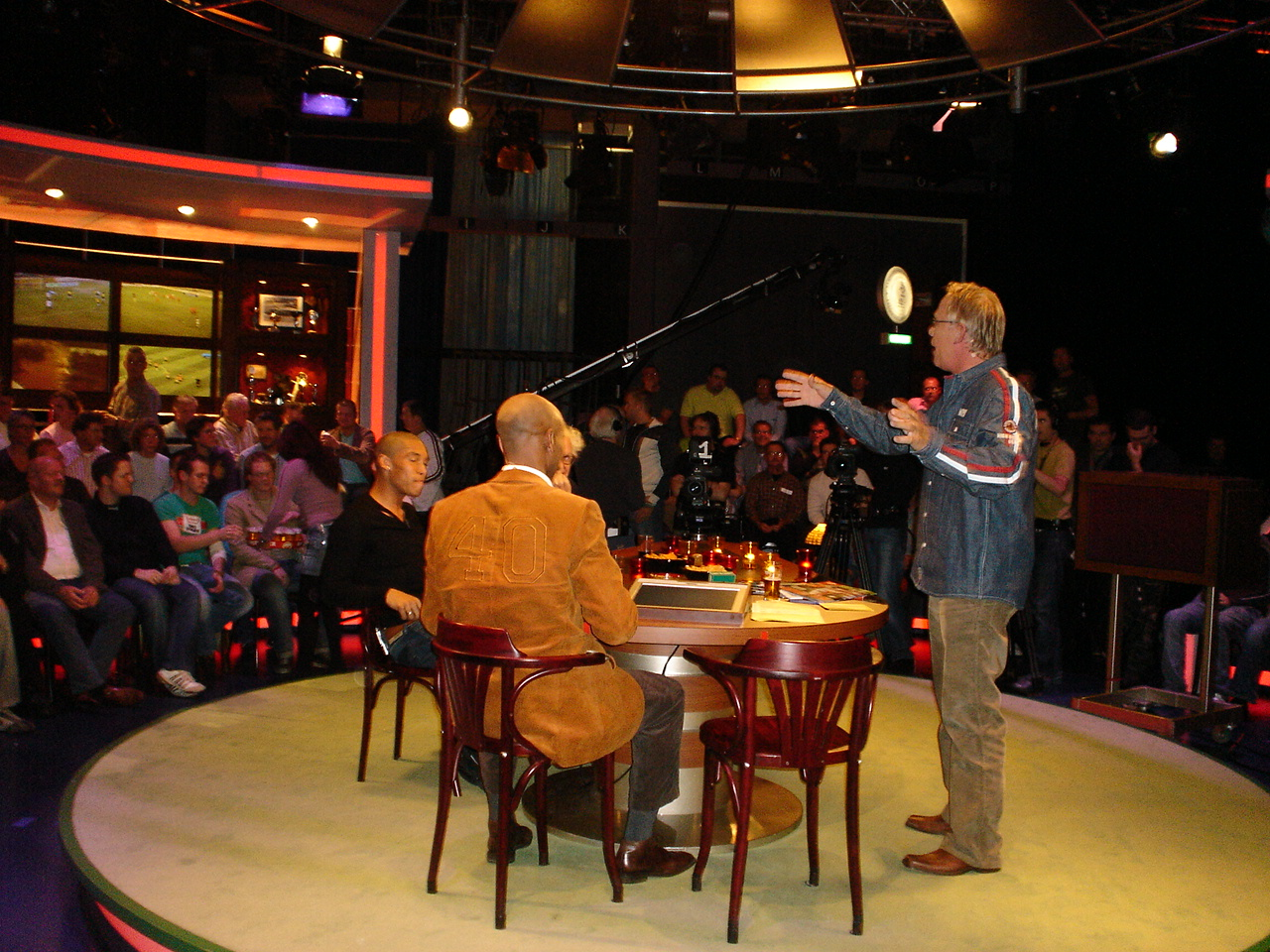
Spijkerman als presentator (2005)

In 1986 verscheen hij voor het eerst op de televisie in VARA's Nachtshow, waar hij de rol van een van de obers speelde die in een rolstoel zat en luisterde naar de naam "Lauda". Sinds begin jaren negentig verscheen hij regelmatig op televisie. In een gesprek dat Han Peekel had met Spijkerman over diens enorme succes met het satirische VARA-programma Kopspijkers onthulde Spijkerman dat Marcel van Dam aanvankelijk zei: "met zo'n hoofd ben je niet geschikt voor televisie". Van Dam zegt zelf hierover dat dit zijn reactie was op het voorstel van mediadirecteur Vera Keur en een grote miscalculatie was. In 2002 won hij met het amusementsprogramma Kopspijkers (dat ruim 2 miljoen kijkers trok) de Gouden Televizier-Ring voor het beste programma van het jaar. Een jaar later won hij als televisieman van het jaar zelf ook een Zilveren Televizier-ster.
Op 27 april 2005 werd in RTL Boulevard het gerucht bevestigd dat Jack Spijkerman met Kopspijkers naar Talpa wilde. Op zondagavond zou hij een sportprogramma gaan presenteren. Diezelfde avond werd in het actualiteitenprogramma NOVA ingegaan op de motivatie van Spijkerman. Hij zou eieren voor zijn geld hebben willen kiezen: als de politiek amusement op de Nederlandse publieke omroep zou gaan verbieden, zou de baan van Spijkerman bij de VARA op het spel komen te staan. De VARA hield hem echter aan zijn contract, dat nog twee jaar zou doorlopen. Op 28 april werd Kopspijkers per direct van de buis gehaald. Via een kort geding wilde de VARA Spijkerman aan zijn contract houden of een afkoopsom afdwingen. Op 27 juli 2005 werd het contract beëindigd. De VARA deelde mee dat het geen kort geding meer zou aanspannen, maar beide partijen wilden niet ingaan op de details.
Vanaf de start van Talpa maakte Spijkerman samen met Humberto Tan bij Talpa het programma Café de Sport. Na een half jaar hield Spijkerman het echter voor gezien bij Café de Sport om zich volledig te richten op zijn eigen opvolger van Kopspijkers, Koppensnellers geheten, dat echter de toets der kritiek niet kon doorstaan.
Ondertussen werkte Spijkerman voor Talpa/Tien aan nieuwe formats: een dagelijks taalprogramma en een late-night-actualiteitenrubriek met de werktitel Dit was de dag.
RTL, dat de meeste BN'ers van Tien overnam nadat deze zender stopte, meldde eerst geen interesse te hebben in Spijkerman, maar kwam een jaar later terug op dat besluit. Vanaf dat moment had Spijkerman een eigen zaterdagavondshow bij RTL 4, een 'actueel entertainmentprogramma', Wat vindt Nederland?. De eerste aflevering van Wat vindt Nederland? trok 1.080.000 kijkers. Op 27 maart 2010 startte Spijkermans tweede programma bij RTL 4 getiteld Echt Waar?!. Hierin namen Tijl Beckand en Ruben van der Meer het tegen elkaar op. Beckand en Van der Meer gaven, in een reactie op een vraag, elk hun eigen interpretatie en het publiek moest bepalen wie er gelijk had. Vanaf 2013 presenteerde Spijkerman voor een andere zender van RTL Nederland, RTL 7, de quiz Koning Voetbal. Dit deed hij tweemaal per jaar, een keer in het voorjaar en een keer in het najaar. In de winter van 2014/2015 wist Spijkerman de finaleweek van het programma De Slimste Mens te halen. In juni 2016 maakte hij bekend te stoppen met televisie.

## Trivia
- De meeste mensen spreken "Jack" uit op zijn Engels (Djek). Spijkerman zelf zegt "Jek". Naar aanleiding van het contract dat hij met de commerciële omroep Talpa sloot, wordt hij ook wel gekscherend "cheque" genoemd.
- In 2001 reageerde Jomanda op haar nominatie voor de ironische trofee "De Vergulde Nachtspiegel" met de voorspelling dat het getal 10 de waarheid over Spijkerman aan het licht zou brengen.[6] Een paar jaar later werd bekend dat Spijkerman (die zich een links en socialistisch imago aanmat[7]) voor veel geld naar de omroep Tien verhuisde.

- Gemeinsame Normdatei: 1168180066
- International Standard Name Identifier: 0000 0001 3090 2281
- MusicBrainz: 7e4ff3a5-6026-4183-99f4-7131034b3081
- Nederlandse Thesaurus van Auteursnamen: 073352462
- Système universitaire de documentation: 151520526
- Virtual International Authority File: 200179906